# Parc national de Thy
Le parc national de Thy est un des 4 parcs nationaux du Danemark, c'est le premier des parcs nationaux à être sur le territoire métropolitain danois. Créé le 29 juin 2007, il possède une superficie de 244 km². Parc côtier, il est principalement composé de lande et de dune. Ouvert au public le 22 août 2008, il est situé dans le district de Thy dans le Jutland du Nord, le long de la côte de Hanstholm à Agger Tange.

## Description
Le paysage de dunes et de landes de Thy a été officiellement choisi le 29 juin 2007 pour être le premier parc national du Danemark (hors Groënland). Ses plus gros animaux sont le cerf élaphe et le chevreuil. Les landes sablonneuses de Thy attirent de nombreux oiseaux avec quelques espèces très rares au Danemark, tels que la grue et le bécasseau des bois.
Depuis 2009, plusieurs observations de loups ont été signalées à Thy et Hanstholm Vildtreservat, bien que les loups soient éteints au Danemark depuis 1813. À l’automne 2012, un loup mort a été retrouvé, probablement immigré de la région de Lausitz en Saxe, en Allemagne. Quelques loups vivent peut-être ici aujourd’hui. 
Le parc est une zone Natura 2000 et un site Ramsar pour la protection des oiseaux.

## Constructions
On trouve également des bunkers allemands construits ici pendant la Seconde Guerre mondiale, lorsque le Danemark a été occupé. La Wehrmacht allemande trouva important de se fortifier à Thy et tout le long de la côte ouest. Dans le cadre du mur de l’Atlantique, Thy a joué un rôle stratégique important dans la domination de la mer du Nord, limitant les forces marines alliées, et comme défense efficace contre l’armée de l’air britannique et pour d'autres raisons. Beaucoup de bunkers et de fortifications en béton massifs sont encore là aujourd’hui, certains abandonnés ou ruinés et d’autres restaurés et fonctionnant maintenant comme des musées et des témoignages de cette époque sombre. Dans la partie nord du parc se trouve la forteresse de Hanstholm, transformée en musée moderne des événements qui se sont déroulés ici pendant la Seconde Guerre mondiale. Au total, cinq bunkers et batteries restaurés sont répartis le long du littoral du parc national.

## Galerie

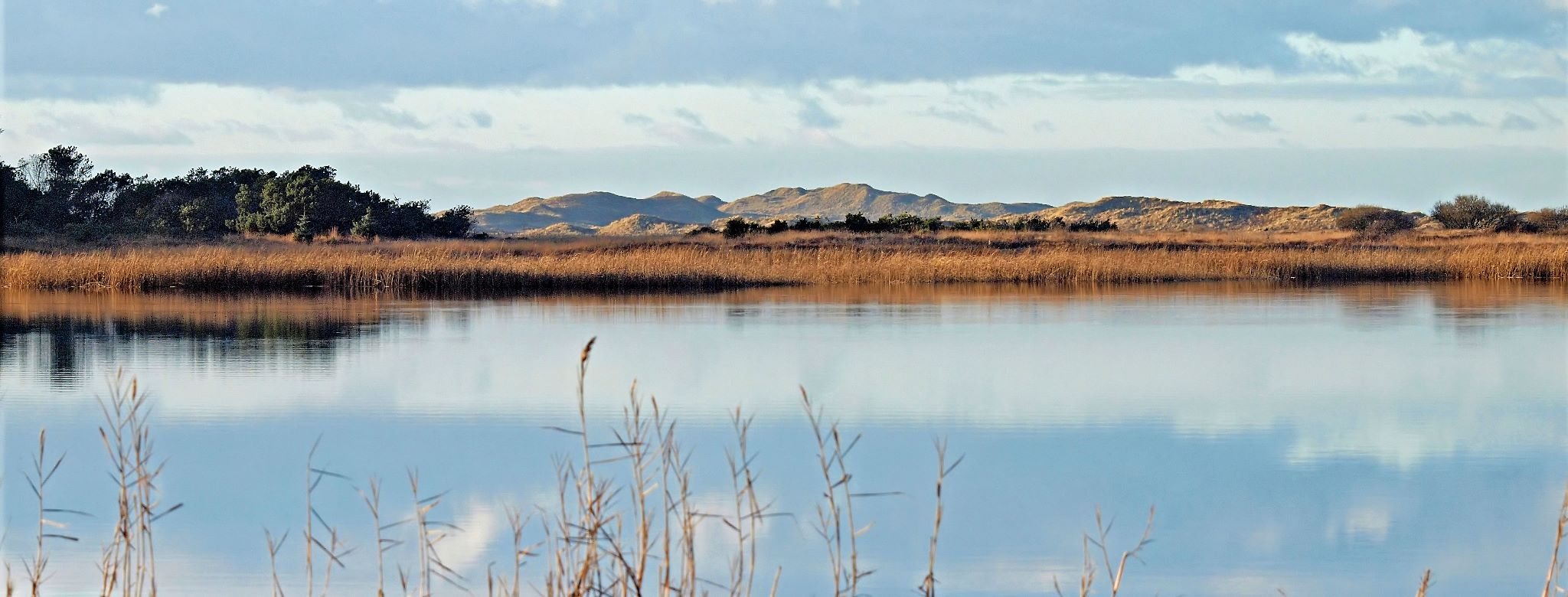
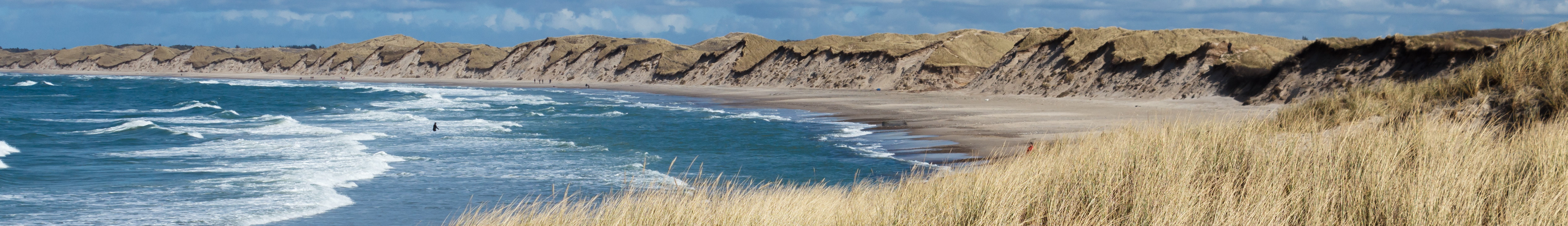